# Sinocyclocheilus anatirostris
Sinocyclocheilus anatirostris är en fiskart som beskrevs av Lin och Luo, 1986. Sinocyclocheilus anatirostris ingår i släktet Sinocyclocheilus och familjen karpfiskar. IUCN kategoriserar arten globalt som sårbar. Inga underarter finns listade i Catalogue of Life.